# He Weidong
He Weidong (chinesisch 何卫东; * Mai 1957 in Dongtai, Provinz Jiangsu) ist ein General der Volksbefreiungsarmee und Politiker der Kommunistischen Partei Chinas (KPCh) in der Volksrepublik China (KPCh), der unter anderem seit 2022 Mitglied des Politbüros der KPCh sowie Zweiter stellvertretender Vorsitzender der Zentralen Militärkommission ist.

## Leben
He Weidong, der zum Han-Volk gehört, trat im Dezember 1972 in die Volksbefreiungsarmee ein und absolvierte eine Ausbildung zum Offizier des Heeres und wurde im November 1978 Mitglied der KPCh. Nach verschiedenen Verwendungen als Offizier war er 1981 Absolvent der Kommandoschule der Chinesischen Volksbefreiungsarmee sowie später auch Zentralen Parteihochschule der KPCh. Nach weiteren Verwendungen als Kommandeur und Stabsoffizier war er 2001 auch noch Absolvent der Universität für Wissenschaft und Technik der Landesverteidigung.
He wurde im Juli 2008 zum Generalmajor (Shàojiàng) befördert und löste im Juli 2013 Sun Xinliang als Kommandeur des Militärbezirks Jiangsu ab. Auf diesem Posten verblieb er bis März 2014 und war daraufhin als Nachfolger von Peng Shuigen von März 2014 bis zu seiner Ablösung durch Zhang Xiaoming im Februar 2016 Kommandeur der Garnison Shanghai. Im Anschluss übernahm er im Februar 2016 den neu geschaffenen Posten als Kommandeur der Bodentruppen des Westkommandos, eines der fünf am 1. Februar 2016 gegründeten Einsatzkommandos der Volksbefreiungsarmee. Er behielt dieses Kommando bis zu seiner Ablösung durch Xu Qiling im Dezember 2019 und wurde in dieser Verwendung im Juli 2017 auch zum Generalleutnant (Zhōngjiàng) befördert. Während der 13. Legislaturperiode war er von 2018 bis 2023 auch Mitglied des Nationalen Volkskongresses. Nach seiner Beförderung zum General (Shàngjiàng) im Dezember 2019 löste er Liu Yuejun als Kommandeur des Ostkommandos ab und hatte dieses Kommando bis Januar 2022, woraufhin Lin Xiangyang seine Nachfolge antrat.
Auf dem 20. Nationalen Parteikongress der KPCh (16. bis 22. Oktober 2022) wurde He Weidong zum Mitglied des Zentralkomitees (ZK) der KPCh und Mitglied des Politbüros des ZK gewählt und gehört diesem Parteiführungsgremium seither an. Zugleich wurde er am 23. Oktober 2022 zunächst stellvertretender Vorsitzender der Zentralen Militärkommission der Kommunistischen Partei Chinas sowie am 11. März 2023 auch stellvertretender Vorsitzender der Zentralen Militärkommission der Volksrepublik China. Dabei fungierte er als Nachfolger von Xu Qiliang jeweils als Zweiter stellvertretender Vorsitzender dieser Zentralen Militärkommissionen, wodurch er nach dem Generalsekretär der KPCh und Staatspräsidenten der Volksrepublik China Xi Jinping und dem Ersten stellvertretenden Vorsitzenden der Zentralen Militärkommission, General Zhang Youxia, der dritthöchste Befehlshaber des Militärs ist.
Im April 2025 mehrten sich die Anzeichen, dass He Weidong seines Amtes enthoben und verhaftet wurde.